# Liu Qingyi
Liu Qingyi, ofta benämnd 671, född 19 oktober 2005, är en kinesisk dansare specialiserad inom breakdance. Smeknamnet 671 har hon fått på grund av att hennes kinesiska namn uttalas på liknande sätt som talet.

## Karriär
Liu Qingyi tog silver på vid VM 2022. Vid OS 2024 tog hon brons i breaking.